# Грищенко, Татьяна Николаевна
Татьяна Николаевна Грищенко (укр. Тетяна Миколаївна Грищенко; род. 27 августа 1979, Малин, Житомирская область) — украинский общественный деятель, политик. Народный депутат Украины IX созыва.

## Биография
Образование среднее специальное. Окончила Малинский лесотехнический колледж (специальность «Бухгалтер»).
Она работала контролером природного газа в Малинском Управлении эксплуатации газового хозяйства и инспектором по кадрам в Территориальном центре социального обслуживания Миланского района (предоставление социальных услуг).
Грищенко является членом общественной образовательной организации «Свичадо».
Кандидат в народные депутаты от партии «Слуга народа» на парламентских выборах 2019 года (избирательный округ № 66, г. Малин, Брусиловский, Коростышевский, Малинский, Народичский, Радомышльский, Хорошевский, Черняховский районы). На время выборов: временно не работает, беспартийнaя. Проживает в г. Малин Житомирской области.
Член Комитета Верховной Рады по вопросам аграрной и земельной политики.